# Кузнецов, Алексей Михайлович (баскетболист)
Алексей Михайлович Кузнецов (род. 10 июня 1984, СССР) — российский профессиональный баскетболист и тренер, игравший на позиции центрового.

## Игровая карьера
Воспитанником ГБУ СШОР №71 «Тимирязевская», первый тренер - В.В. Егоров.
В сезоне 2005/06 года, выступая за «Химки-2», выигрывает первую бронзу в Суперлиге. 
Сезон 2007/08 Кузнецов проводит в красноярском «Енисее» в сильнейшей лиге России.
Летом 2008 года он переходит в саранский клуб «Рускон-Мордовия», где проведет за 5 сезонов завоёвывает  ещё две бронзовые медали Суперлиги.
В 2013 году переходит в столичное «Динамо», в составе которого в сезоне 2014/15 завоевывает свою четвертую бронзу Суперлиги, а также помогает динамовцам дойти до финала Кубка России.
В 2015 году переходит в МБА.

## Карьера тренера
Летом 2021 года Кузнецов завершил свою карьеру игрока. Алексей остался в системе баскетбольного клуба МБА в качестве тренера МБА-ДЮБЛ.

## Сборная России
В 2004 году Алексей Кузнецов в составе сборной России принял участие в молодежном чемпионате Европы.